# 八開村

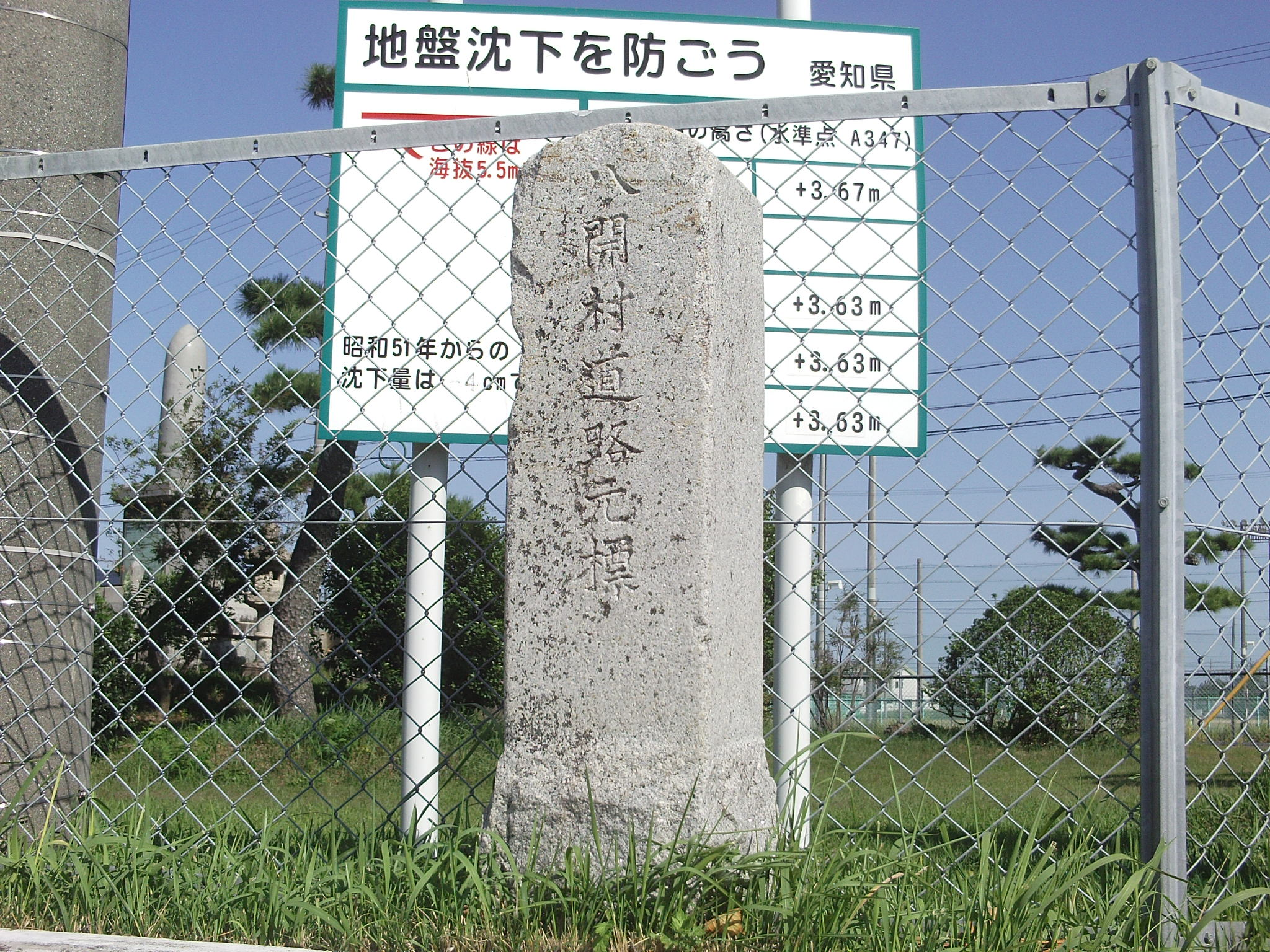
八開村道路元標

八開村（はちかいむら）は、愛知県西部の海部郡にあった村である。西側を木曽三川の木曽川と長良川が流れ、岐阜県と接していた。

## 歴史
1906年（明治39年）に海西郡の開治村・八輪村・六ツ和村の一部（大字塩田）が合併して海西郡八開村となり、1913年（大正2年）に海西郡と海東郡が合併したことで海部郡八開村となった。村名は八輪村と開治村の合成地名である。合併時には従来の大字を継承した12大字から成っていたが、1978年（昭和53年）に大字開治を解消し、大字鵜多須・上東川・下東川を編成したため、14大字となった。また、前年の1977年（昭和52年）には中島郡祖父江町と、同年の1978年には同郡立田村と境界変更を行っている。
2005年（平成17年）4月1日、海部郡佐織町、佐屋町、立田村、八開村が合併して愛西市が発足した。合併後の人口は約65,000人になり、新市役所は旧佐屋町役場に設置された。

## 地理
- 河川: 木曽川、長良川

## 行政
- 村長：鷲野聰明（2001年6月7日 - 2005年）

## 教育

### 中学校
- 八開村立八開中学校

### 小学校
- 八開村立八輪小学校
- 八開村立開治小学校

## 交通

### 道路
村内に国道はなかった。
- 主要地方道
  - 愛知県道8号津島南濃線
- 一般県道
  - 愛知県道120号津島海津線
  - 愛知県道126号給父西枇杷島線
  - 愛知県道128号給父清須線
  - 愛知県道129号一宮津島線
  - 愛知県道512号給父稲沢線